# Carta della Foresta

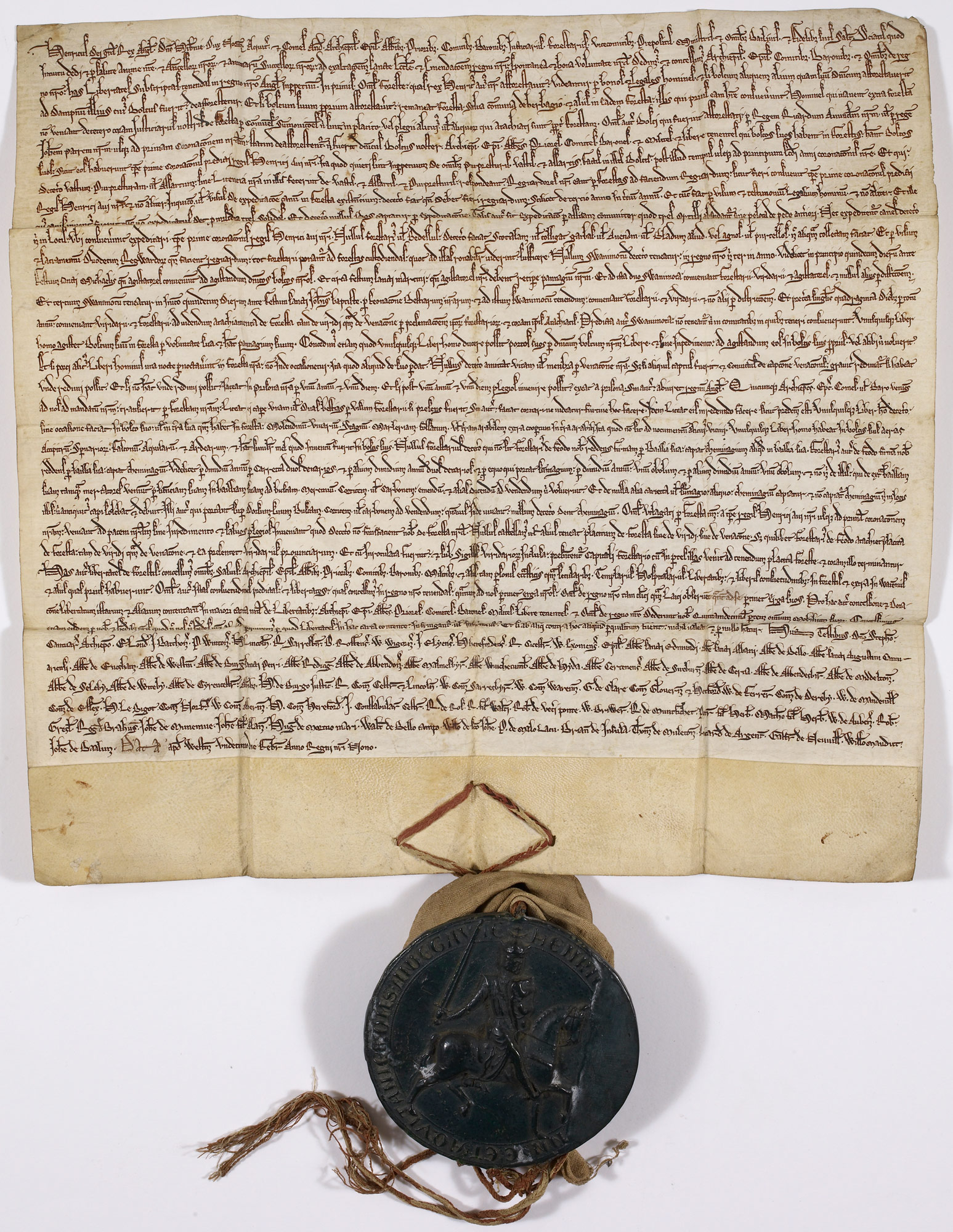
Carta della Foresta, edizione del 1225, conservata alla British Library

La Carta della Foresta del 1217 (in lingua latina: Carta Foresta) è un documento risalente all'Inghilterra medievale e ristabilisce per gli uomini liberi i diritti di accesso alla foresta reale precedentemente ridotti da Guglielmo il Conquistatore e dai suoi eredi. Originariamente promulgata in Inghilterra dal giovane re Enrico III, che agiva sotto la reggenza di Guglielmo il Maresciallo, molte delle disposizioni ivi contenute rimasero in vigore per i secoli successivi. Per molti versi è stato un documento complementare alla Magna Carta. La Carta ha corretto alcune applicazioni della legge forestale anglo-normanna che era stata estesa e abusata da Guglielmo II d'Inghilterra.